# Hyluvät
Hyluvät är en sjö i Gotlands kommun i Gotland och ingår i Gothemån-Snoderåns kustområde. Hyluvät ligger i Ryssnäs Natura 2000-område. Sjöns area är 0,02 kvadratkilometer och den är belägen 4 meter över havet.